# Quicksand
Quicksand – amerykański zespół rockowy powstały pod koniec lat 80. w Nowym Jorku. W skład zespołu wchodzili: Walter Schriefels (gitara/wokal), Sergio Vega (gitara basowa), Tom Capone (gitara) i Alan Cage (perkusja).
W 1995 zespół rozpadł się, by powrócić do działalności koncertowej dwa lata później. Ostatecznie został rozwiązany w 1999.

## Dyskografia
- Quicksand (1990)
- Slip (1993)
- Manic Compression (1995)